# Apterodontinae
Aptérodontinés
Sous-famille
Genres de rang inférieur
- † Apterodon Fischer, 1880 (genre type)
- † Quasiapterodon
- † ? Anasinopa
- † ? Buhakia
- † ? Dissopsalis
- † ? Francotherium

Les Apterodontinae (aptérodontinés en français) sont une sous-famille fossile de mammifères carnivores de l'ordre des Creodonta, du clade des Hyaenodonta et de la famille des Hyainailouridae,. C'est le groupe frère de la sous-famille des Hyainailourinae.
Ils ont vécu essentiellement en Afrique, de l'Éocène supérieur (Priabonien) à la fin de l'Oligocène inférieur (Rupélien), soit il y a environ entre 37,8 et 28,1 millions d'années ainsi qu'en Europe,. Une seule espèce d'aptérodontinés a été découverte en Europe, dans l'Oligocène inférieur d’Allemagne : Apterodon gaudryi.

## Liste des espèces
Selon Matthew Borths et Nancy Stevens en 2017, la sous-famille des aptérodontinés ne contient que deux genres :
- le genre type Apterodon connu en Afrique et en Europe de l’Éocène supérieur (Priabonien) jusqu'à l'Oligocène inférieur (Rupélien) ;
- le genre monospécifique Quasiapterodon (Q. minutus), découvert en Égypte dans l'Oligocène inférieur (Rupélien).

## Description
Les Apterodontinae forment une petite famille de hyainailouridés spécialisée dans les habitats aquatiques, semblables à ceux de la loutre actuelle.
Apterodon est considéré comme un animal semi-aquatique, fouisseur. En effet ses membres antérieurs sont puissants et bien équipés pour creuser, comparables à ceux des blaireaux modernes. Sa queue, son torse et ses membres postérieurs présentent des adaptations similaires à celles d'autres mammifères aquatiques, comme les loutres et les pinnipèdes. Sa denture était adaptée pour se nourrir d'invertébrés à carapace dure, tels que les crustacés et les mollusques. Il a probablement vécu le long des côtes africaines.
L'étude de la denture d'un spécimen d'Apterodon macrognathus et d'autres hyaenodontes par Borths et Stevens en 2017, a montré que les dents déciduales (« de lait ») apparaissaient chez ces animaux beaucoup plus lentement que chez les membres de l'ordre des carnivores.